# 佐佐木功
佐佐木 功（ささき いさお、1953年3月1日 - ）は、日本のジャズ・ピアニスト、作曲家である。北海道出身。

## 略歴
- 1956年、才能教育研究会にて、ヴァイオリンを始める。
- 1972年、ピアノへ転向。
- 1978年、ニューヨーク州へ渡米。帰国後、ソロアルバム『Muy Bien』を発表。ジャズピアニストとして活動を始める。

## 作品

### アルバム
- Missing you
  - （韓）2005年7月7日

- Moon & Wave
  - （韓）2005年7月19日
  - （日）不明

- Star & Wave
  - （韓）2005年7月19日
  - （日）不明

- Eyes For You
  - （韓）2002年11月30日

- Forever
  - （韓）2002年11月30日
  - （日）2002年11月10日

- Live in seoul
  - （韓）2004年2月5日

- Framescape
  - （韓）2004年9月21日
  - （日）2004年10月27日
  - （米）2005年1月4日

- Skywalker the best
  - （韓）2005年5月17日

- Insight
  - （日）2005年11月23日
  - （韓）2006年1月10日

- Muy・Bien
  - （日）1997年11月21日
  - （米）不明

- Wind Drive
  - （日）不明
  - （米）不明

- Autumn serenade
  - （日）不明
  - （米）不明

- STONE
  - （日）不明
  - （米）不明

- MALLORCA
  - （米）不明

### その他
- 2001年 9月 9日 韓国映画「春の日は過ぎゆく」One Fine Spring Day (Instrumental)